# 学校法人上野学園 (広島県)
学校法人上野学園（がっこうほうじんうえのがくえん）は、広島県広島市中区千田町1-2-26に本部をおく学校法人。2024年現在で6校の専修学校（専門学校）を経営している。

## 概要
創始者は上野淳次で、現在は上野学園の理事長を務めている。 
1966年（昭和41年）11月、現在の『広島会計学院ビジネス専門学校』の前身となる税理士学校『広島経理研究所』を設立したことが学園の始まり。その後、1970年（昭和45年）4月に広島県知事認可校『広島会計学院』になり、1976年（昭和51年）に専修学校になる。
1977年（昭和52年）3月に『学校法人上野学園』を設立。
1978年（昭和53年）には『広島中央経理専門学校』（現・広島情報ビジネス専門学校）がグループ入りし、1983年（昭和58年）の『広島電子専門学校』設立以降、多様な専攻分野に亘った系列校を増やしている。

## 設置している学校
全校広島市内にあり、中区千田地区に3校。西区横川町に3校の計6校を運営している。
『広島美容専門学校』を除く各校が姉妹校としており、『広島会計学院ビジネス専門学校』・『広島外語専門学校』の千田地区2校（キャリアカレッジ、以前は『広島会計学院』・『広島電子専門学校』・『広島ビジネス専門学校』が分離していたので4校）、および『広島コンピュータ専門学校』・『広島情報ビジネス専門学校』・『広島公務員専門学校』の横川地区3校（ソフィアカレッジ）でグループを形成している。

### 2022年時点
| 学校名                       | 設立・グループ入り年             | 姉妹校関係       | 備考 |
| ---------------------------- | -------------------------------- | ---------------- | --- |
| 広島会計学院ビジネス専門学校 | 1966年（昭和41年）（設立）       | キャリアカレッジ | 設立当初『広島経理研究所』 1970年（昭和45年）『広島会計学院』に改称・認可学校化 1976年（昭和51年）に専修学校化 2009年（平成21年）に『広島電子専門学校』と一体化・『広島会計学院電子専門学校』に校名変更 2016年（平成28年）『広島会計学院専門学校』に校名変更 2020年（令和3年）に『広島会計学院専門学校』と『広島ビジネス専門学校』を統合し、『広島会計学院ビジネス専門学校』に校名変更 |
| 広島外語専門学校             | 1988年（昭和63年）（設立）       | キャリアカレッジ | |
| 広島情報ビジネス専門学校     | 1978年（昭和53年）（グループ入） | ソフィアカレッジ | グループ入り当初は『広島中央経理専門学校』 1987年（昭和62年）に現在の校名になる |
| 広島コンピュータ専門学校     | 1988年（昭和63年）（グループ入） | ソフィアカレッジ | |
| 広島公務員専門学校           | 2008年（平成20年）（設立）       | ソフィアカレッジ | |
| 広島美容専門学校             | 2001年（平成13年）（設立）       |                  | |

### 過去の学校
| 学校名               | 設立・グループ入り年       | 姉妹校関係       | 備考                                                                                 |
| -------------------- | -------------------------- | ---------------- | ------------------------------------------------------------------------------------ |
| 広島電子専門学校     | 1983年（昭和58年）（設立） | キャリアカレッジ | 2009年（平成21年）に『広島会計学院』と一体化 『広島会計学院電子専門学校』になる。    |
| 広島ビジネス専門学校 | 1985年（昭和60年）（設立） | キャリアカレッジ | 2020年（令和3年）に『広島会計学院』と一体化 『広島会計学院ビジネス専門学校』になる。 |

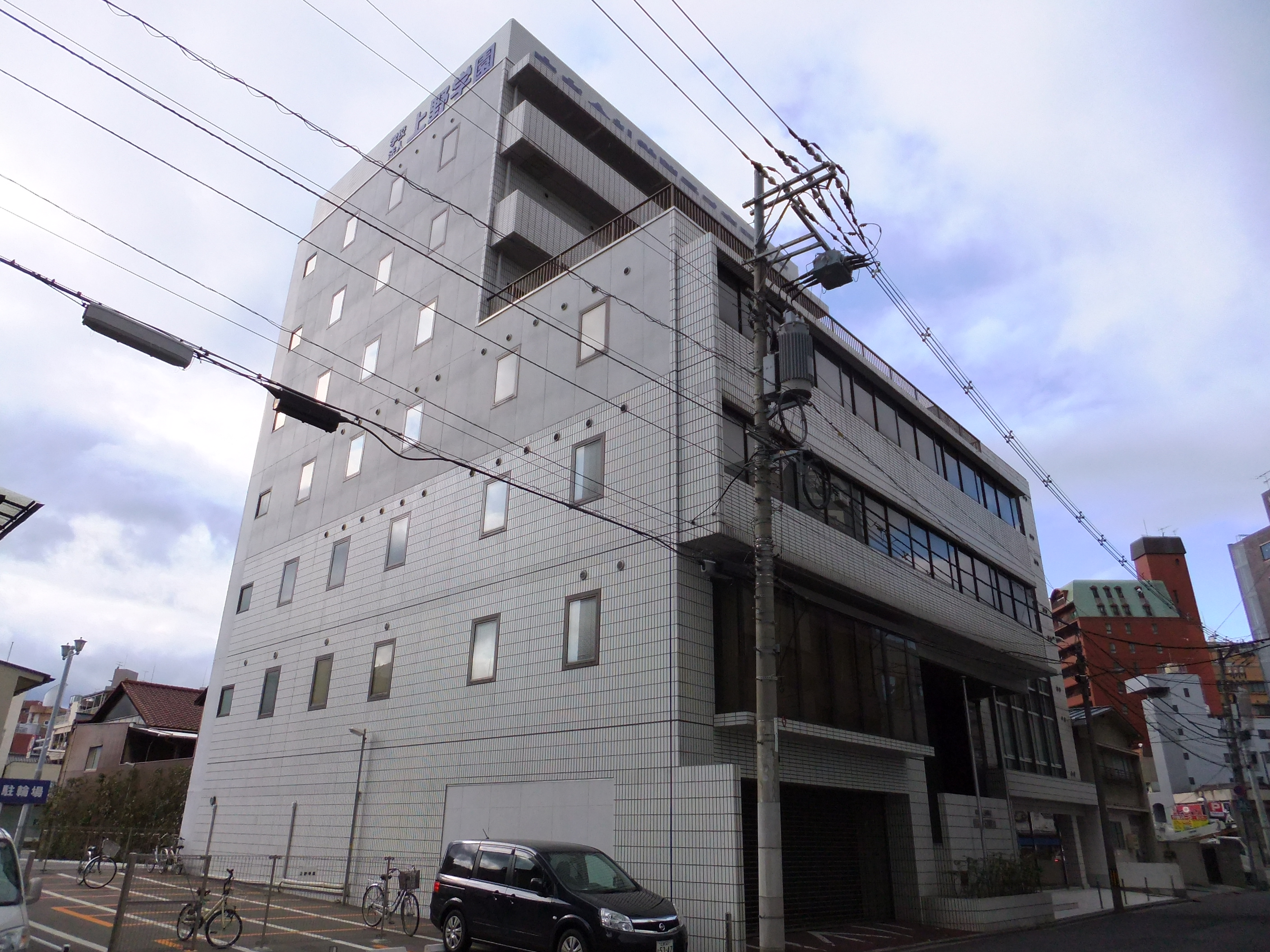
学校法人上野学園総合校舎
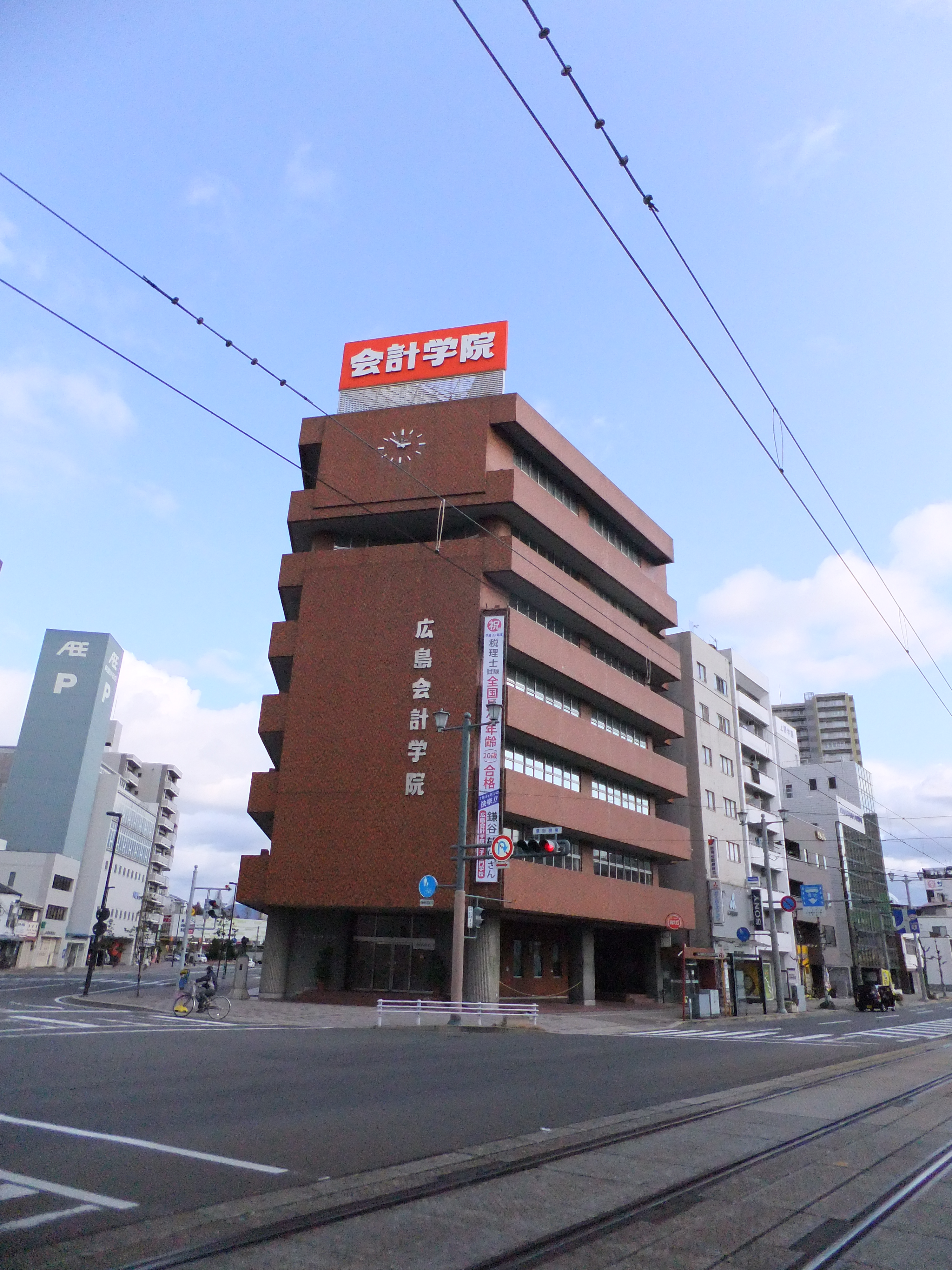
広島会計学院ビジネス専門学校 本部
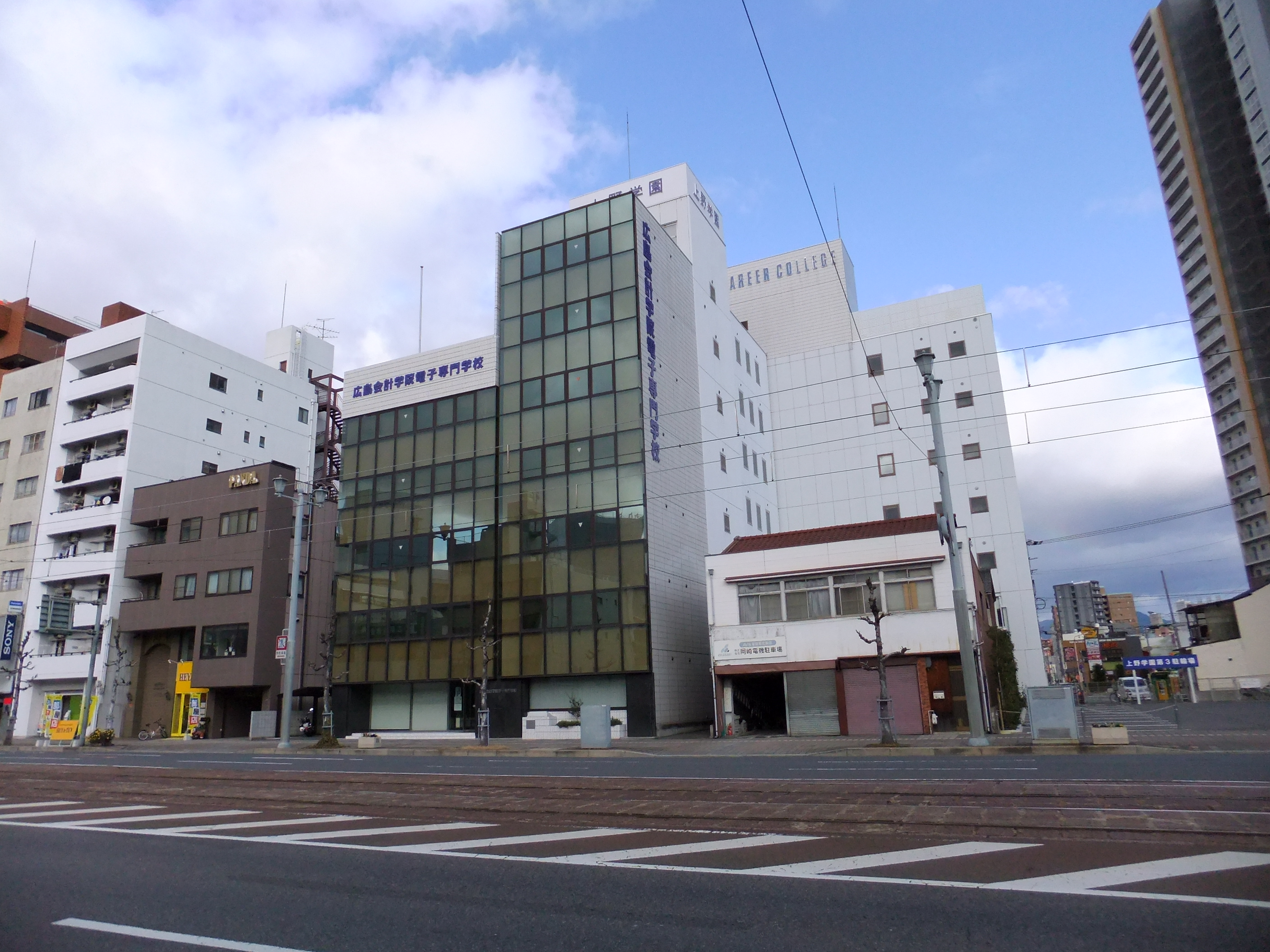
広島会計学院ビジネス専門学校 （旧・広島電子専門学校）
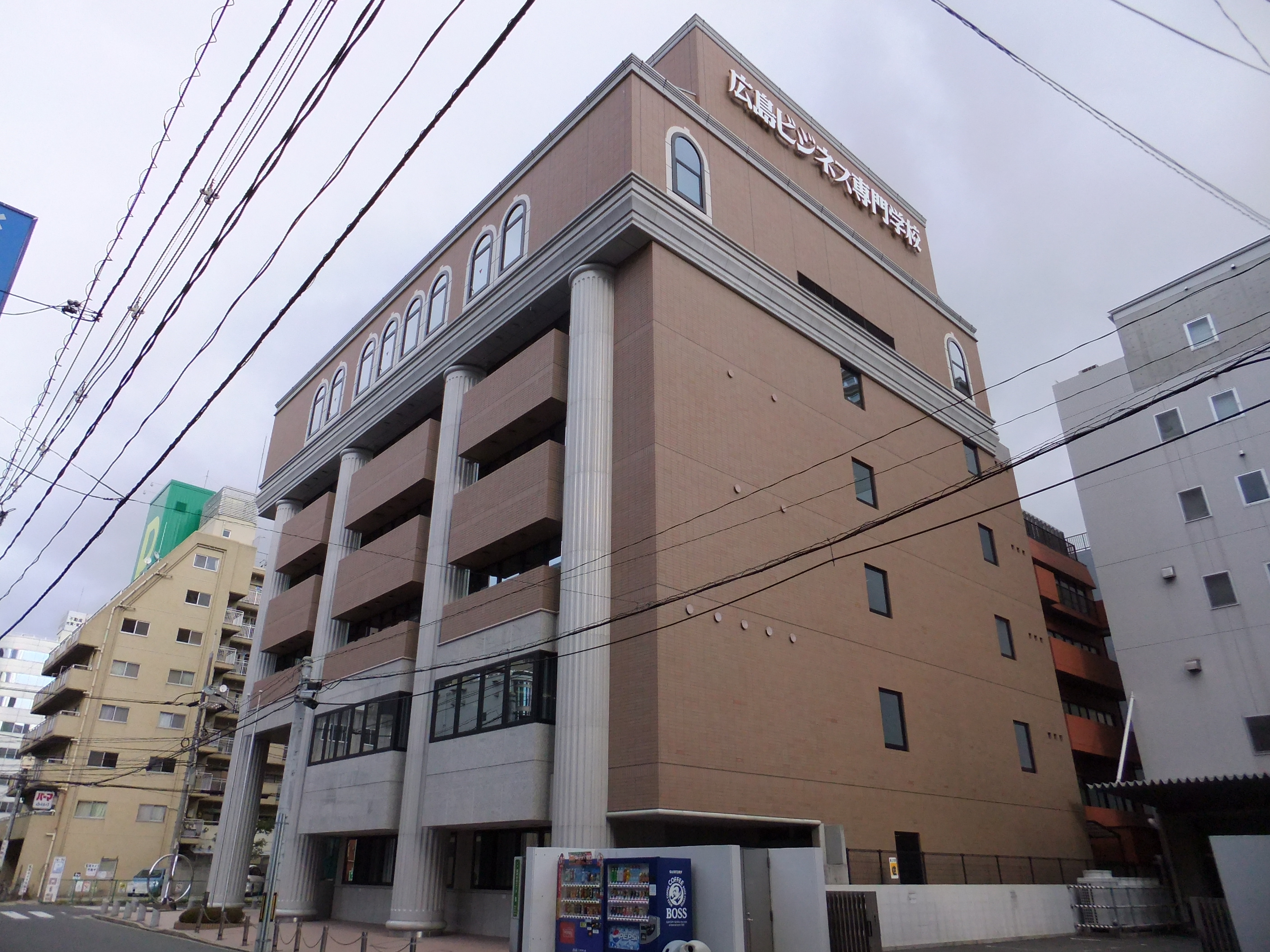
広島会計学院ビジネス専門学校 （旧・広島ビジネス専門学校）
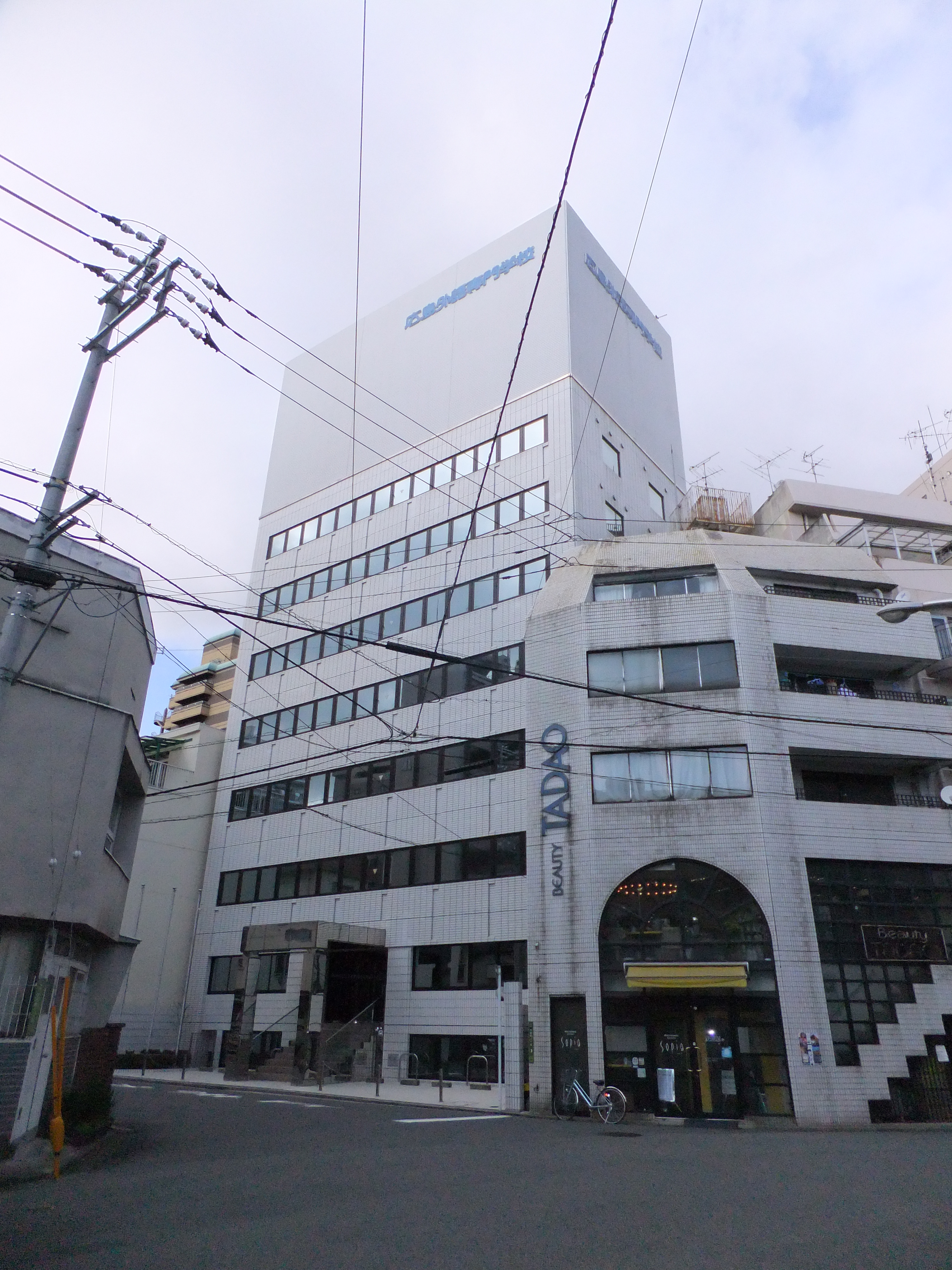
広島外語専門学校
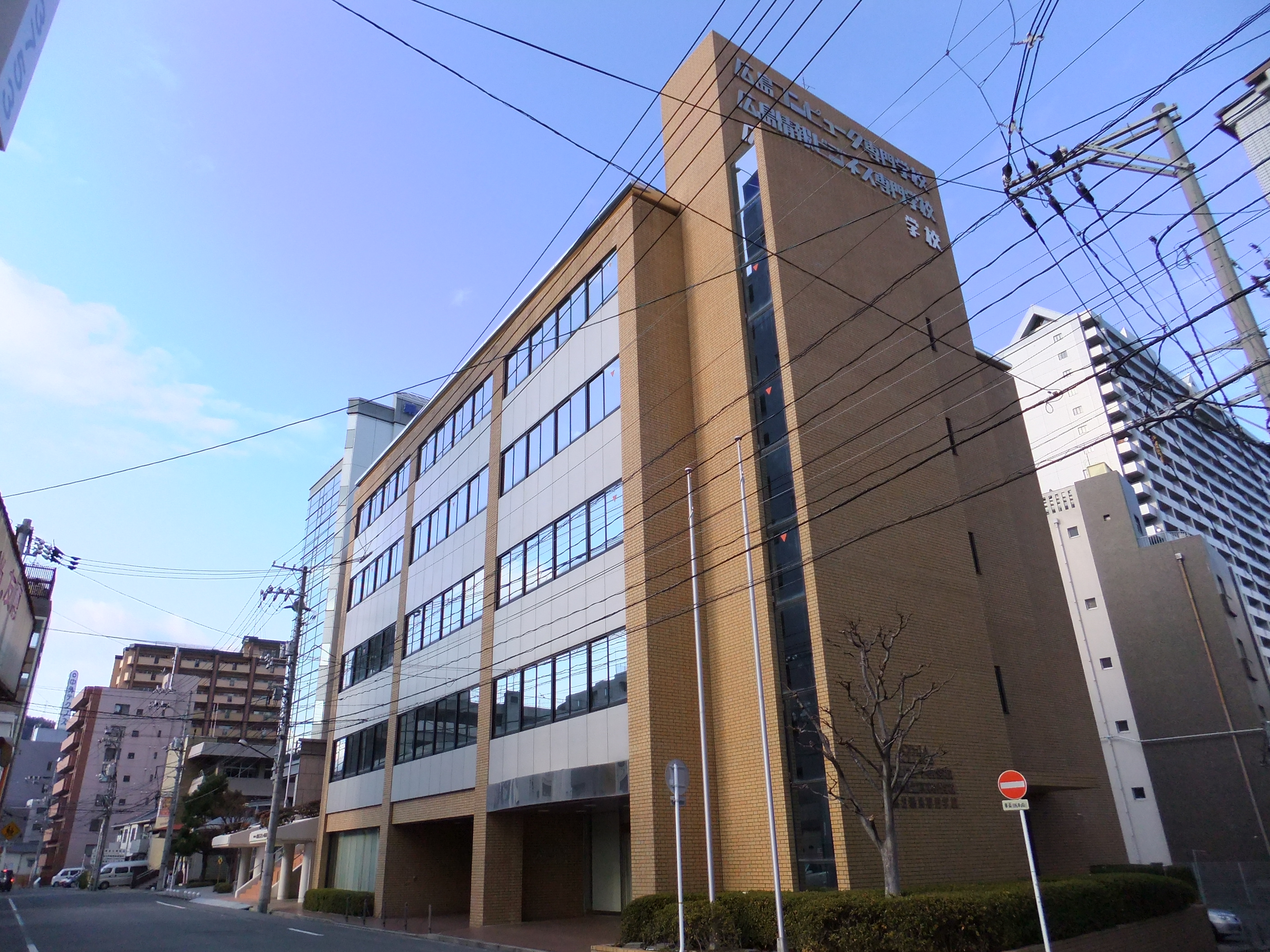
広島情報ビジネス専門学校 広島コンピュータ専門学校 広島公務員専門学校 総合校舎
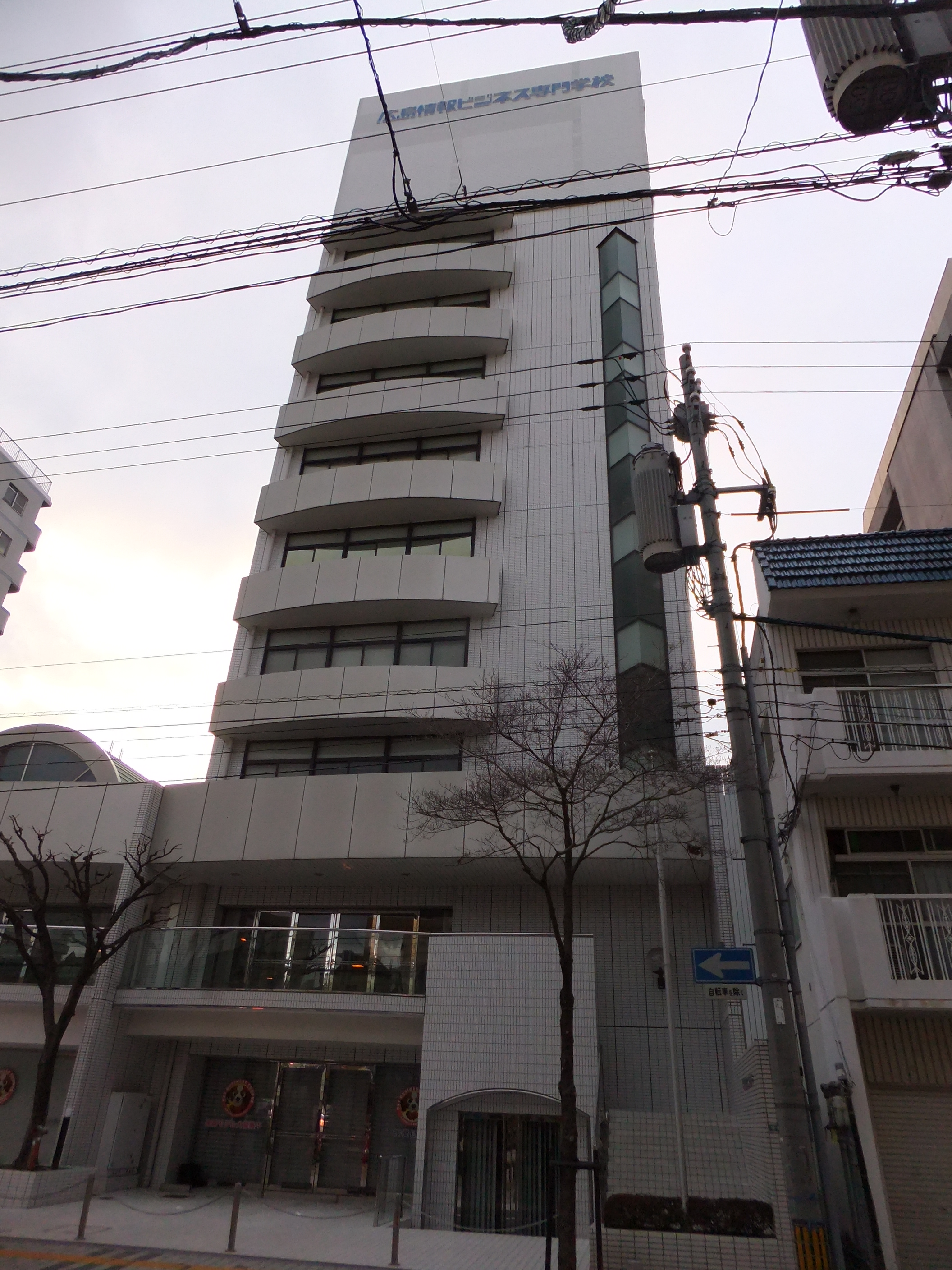
広島情報ビジネス専門学校
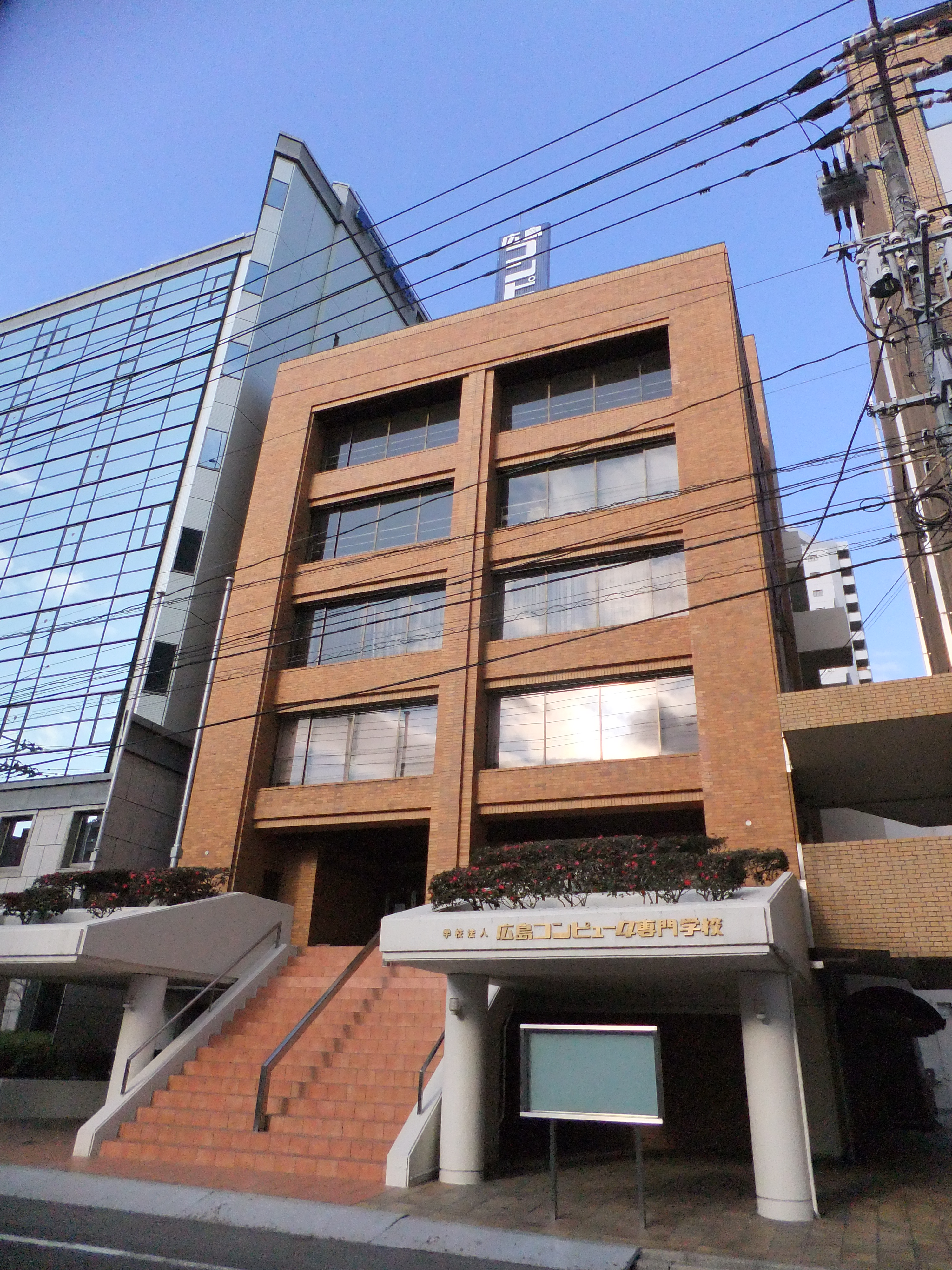
広島コンピュータ専門学校2号館
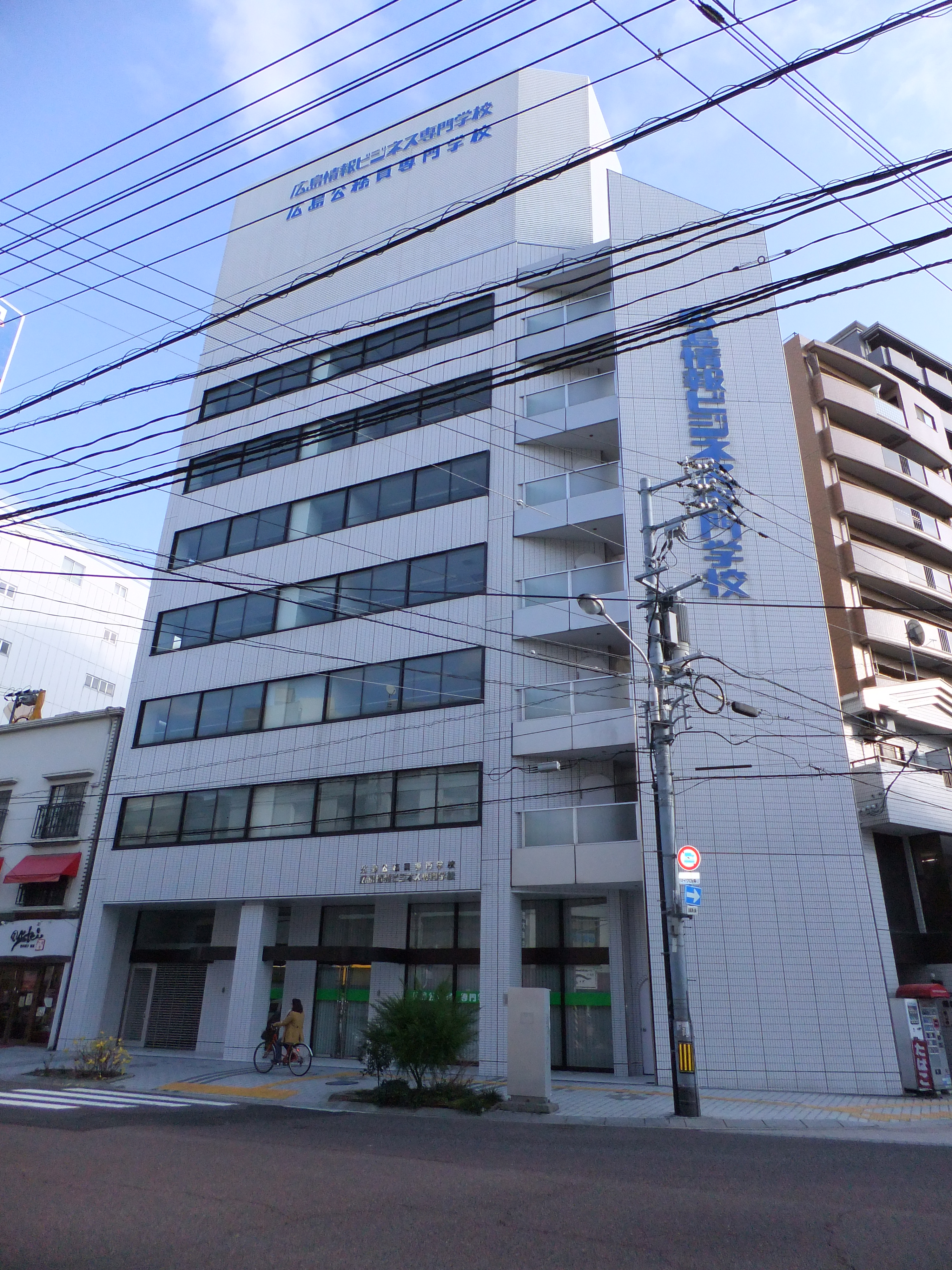
広島公務員専門学校
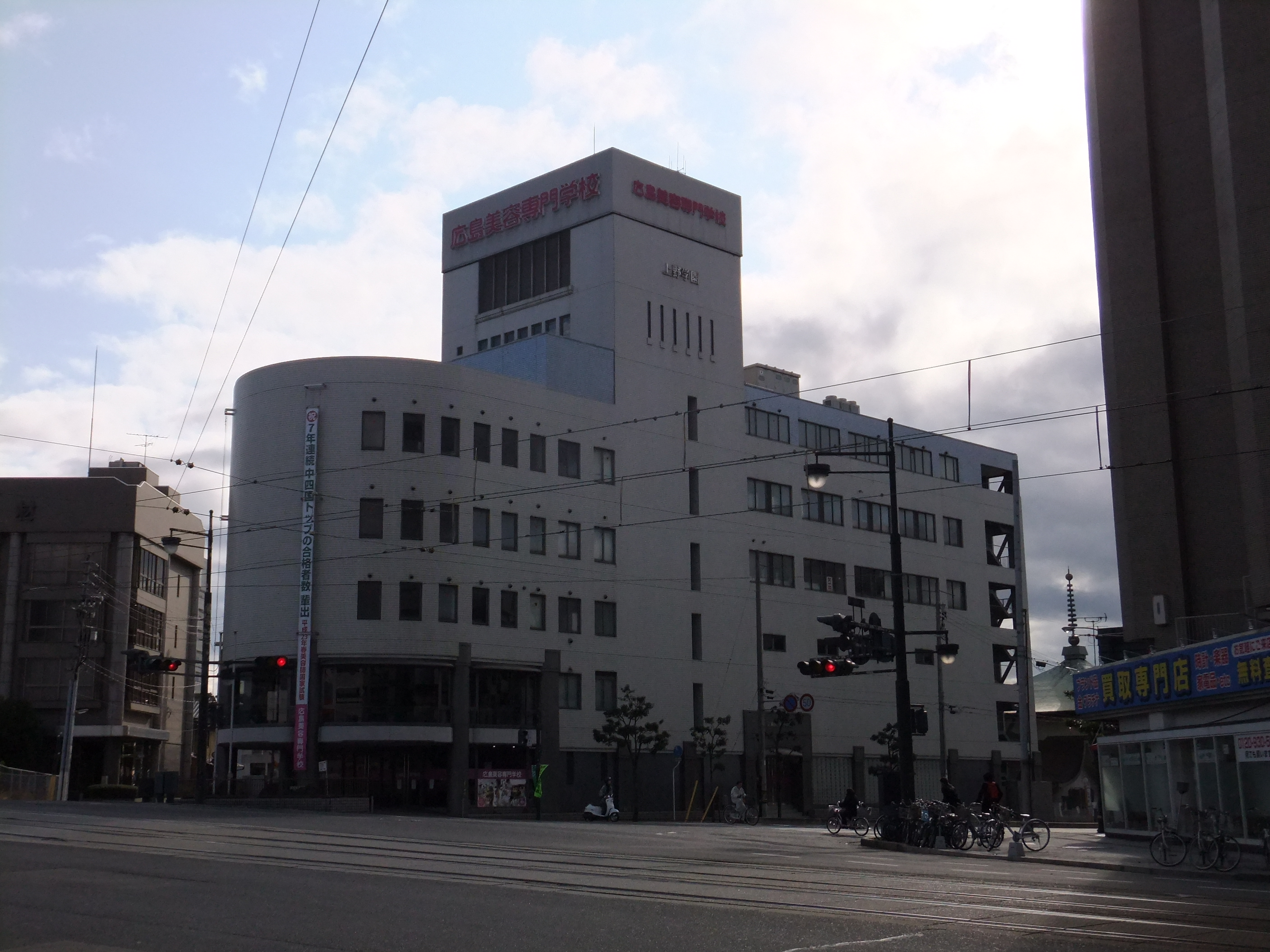
広島美容専門学校

## トピックス
- 『広島会計学院ビジネス専門学校』・『広島外語専門学校』では、毎年1月に卒業記念献血を1984年（昭和59年）から続けて行っている[3]。
- 広島県立文化芸術ホールの命名権を2012年7月以降5年間（当初）の契約で取得。『上野学園ホール』になっている[4]。2017年の満期後も契約更新し、2024年3月31日まで契約更新している（2021年4月1日から）[5]。

## 参照
1. 1 2 3  学校の沿革｜学校案内｜広島会計学院電子専門学校
2. 1 2  学校法人上野学園 -沿革
3. ↑  献血:上野学園の専門学校生ら、卒業記念に370人/広島 - 毎日新聞 2012年1月18日
4. ↑  ホール愛称は「上野学園」に - 中国新聞 2011年12月3日
5. ↑  広島県のネーミングライツについて - 広島県